# Saison 1997 von Super 12
Die Saison 1997 war die zweite Ausgabe von Super 12, einem Rugby-Union-Wettbewerb mit acht Franchise-Mannschaften aus Australien und Neuseeland sowie vier Provinzmannschaften aus Südafrika.
Aufgrund einer internen Regelung der South African Rugby Union (SARU) ersetzte die Provinzmannschaft Free State aus Südafrika die südafrikanische Provinzmannschaft Western Province, die die schlechtplatzierteste südafrikanische Mannschaft des Vorjahres war.
Es wurden insgesamt 69 Spiele ausgetragen, wobei jede Mannschaft eine Round Robin gegen die elf anderen Mannschaften austrug. Es folgten zwei Halbfinalspiele und schließlich das Finale. Meister wurden zum zweiten Mal die Blues aus der neuseeländischen Stadt Auckland.
In diesem Jahr gab es auch aufgrund der Professionalisierung von Rugby Union einige Neuheiten im Regelwerk der Sportart. So kam es in dieser Ausgabe von Super 12 zu einigen Weltpremieren. Es wurden gelbe und rote Karten, eine zehnminütige Halbzeitpause sowie taktische Aus- und Einwechslungen eingeführt.

## Ergebnisse

### Tabelle
M = Amtierender Meister
|     | Team                  | Spiele | Siege | Unent. | Ndlg. | Spiel- punkte | Diff. | Bonus- punkte | Tabellen- punkte |
| --- | --------------------- | ------ | ----- | ------ | ----- | ------------- | ----- | ------------- | ---------------- |
| 01. | Auckland Blues (M)    | 11     | 10    | 1      | 0     | 435:283       | + 152 | 8             | 50               |
| 02. | ACT Brumbies          | 11     | 8     | 0      | 3     | 406:291       | + 115 | 9             | 41               |
| 03. | Wellington Hurricanes | 11     | 6     | 0      | 5     | 416:314       | + 102 | 10            | 34               |
| 04. | Natal Sharks          | 11     | 5     | 2      | 4     | 321:350       | − 29  | 6             | 30               |
| 05. | Gauteng Lions         | 11     | 5     | 1      | 5     | 302:346       | − 44  | 6             | 28               |
| 06. | Canterbury Crusaders  | 11     | 5     | 1      | 5     | 272:235       | + 37  | 4             | 26               |
| 07. | Free State Cheetahs   | 11     | 5     | 0      | 6     | 301:327       | − 26  | 5             | 25               |
| 08. | Northern Transvaal    | 11     | 3     | 3      | 5     | 264:342       | − 78  | 4             | 22               |
| 09. | NSW Waratahs          | 11     | 4     | 0      | 7     | 255:296       | − 41  | 4             | 20               |
| 10. | Queensland Reds       | 11     | 4     | 0      | 7     | 263:318       | − 55  | 4             | 20               |
| 11. | Waikato Chiefs        | 11     | 4     | 0      | 7     | 272:295       | − 23  | 3             | 19               |
| 12. | Otago Highlanders     | 11     | 3     | 0      | 8     | 299:409       | − 110 | 5             | 17               |

Die Punkte werden wie folgt verteilt:
- 4 Punkte bei einem Sieg
- 2 Punkte bei einem Unentschieden
- 0 Punkte bei einer Niederlage (vor möglichen Bonuspunkten)
- 1 Bonuspunkt für vier oder mehr Versuche, unabhängig vom Endstand
- 1 Bonuspunkt bei einer Niederlage mit weniger als sieben Punkten Unterschied

### Halbfinale
| 24. Mai 1997 | Auckland Blues | 55 : 36        | Natal Sharks                                                                 | Eden Park, Auckland Schiedsrichter: Wayne Erickson (Australien) |
| 24. Mai 1997 | Versuche: Brooke, Carter, Cashmore, Clarke (2), Spencer, Vidiri (2) Erhöhungen: Cashmore (6) Straftritte: Cashmore (1) | (33:5) Bericht | Versuche: Honiball, Joubert (2), Payne (2), Stewart Erhöhungen: Honiball (3) | Eden Park, Auckland Schiedsrichter: Wayne Erickson (Australien) |

| 24. Mai 1997 | ACT Brumbies                                                                          | 33 : 20        | Wellington Hurricanes                                                 | Canberra Stadium, Canberra Schiedsrichter: André Watson (Südafrika) |
| 24. Mai 1997 | Versuche: Gregan, Hardy, Holbeck (2), Roff Erhöhungen: Knox (1) Straftritte: Knox (2) | (13:3) Bericht | Versuche: Cullen (2) Erhöhungen: Preston (2) Straftritte: Preston (2) | Canberra Stadium, Canberra Schiedsrichter: André Watson (Südafrika) |

### Finale
| 31. Mai 1997 | Auckland Blues                                                           | 23 : 7         | ACT Brumbies                        | Eden Park, Auckland Schiedsrichter: Tappe Henning (Südafrika) |
| 31. Mai 1997 | Versuche: Dowd, Jones Erhöhungen: Cashmore (2) Straftritte: Cashmore (3) | (10:0) Bericht | Versuche: Roff Erhöhungen: Knox (1) | Eden Park, Auckland Schiedsrichter: Tappe Henning (Südafrika) |

| 15                 | Adrian Cashmore     |
| 14                 | Joeli Vidiri        |
| 13                 | Eroni Clarke        |
| 12                 | Lee Stensness       |
| 11                 | Brian Lima          |
| 10                 | Carlos Spencer      |
| 09                 | Ofisa Tonu’u        |
| 08                 | Zinzan Brooke (c)   |
| 07                 | Mark Carter         |
| 06                 | Michael Jones       |
| 05                 | Leo Lafaialiʻi      |
| 04                 | Robin Brooke        |
| 03                 | Olo Brown           |
| 02                 | Sean Fitzpatrick    |
| 01                 | Craig Dowd          |
| Auswechselspieler: |                     |
| 16                 | Jeremy Stanley      |
| 17                 | Michael Scott       |
| 18                 | Dylan Mika          |
| 19                 | Charles Riechelmann |
| 20                 | Paul Thomson        |
| 21                 | Andrew Roose        |

| 15                 | Stephen Larkham    |
| 14                 | Mitch Hardy        |
| 13                 | James Holbeck      |
| 12                 | Patrick Howard     |
| 11                 | Joe Roff           |
| 10                 | David Knox         |
| 09                 | George Gregan      |
| 08                 | Troy Coker         |
| 07                 | Brett Robinson (c) |
| 06                 | Owen Finegan       |
| 05                 | David Giffin       |
| 04                 | John Langford      |
| 03                 | Ewen McKenzie      |
| 02                 | Marco Caputo       |
| 01                 | Patricio Noriega   |
| Auswechselspieler: |                    |
| 16                 | Rod Kafer          |
| 17                 | Geoff Logan        |
| 18                 | Justin Harrison    |
| 19                 | Ipolito Fenukitau  |
| 20                 | Dean Zammit        |
| 21                 | Timoté Tavalea     |

## Statistik

### Meiste erzielte Versuche
|    | Spieler          | Mannschaft            | Versuche |
| -- | ---------------- | --------------------- | -------- |
| 1. | Joe Roff         | ACT Brumbies          | 16       |
| 2. | Tana Umaga       | Wellington Hurricanes | 12       |
| 3. | Christian Cullen | Wellington Hurricanes | 11       |

### Meiste erzielte Punkte
|    | Spieler         | Mannschaft            | Punkte |
| -- | --------------- | --------------------- | ------ |
| 1. | Gavin Lawless   | Natal Sharks          | 170    |
| 2. | Jon Preston     | Wellington Hurricanes | 153    |
| 3. | Matt Burke      | NSW Waratahs          | 150    |
| 4. | Adrian Cashmore | Auckland Blues        | 142    |
| 5. | David Knox      | ACT Brumbies          | 136    |